# Eupomatia bennettii
Eupomatia bennettii är en tvåhjärtbladig växtart som beskrevs av Ferdinand von Mueller. Eupomatia bennettii ingår i släktet Eupomatia och familjen Eupomatiaceae. Inga underarter finns listade i Catalogue of Life.

## Bildgalleri

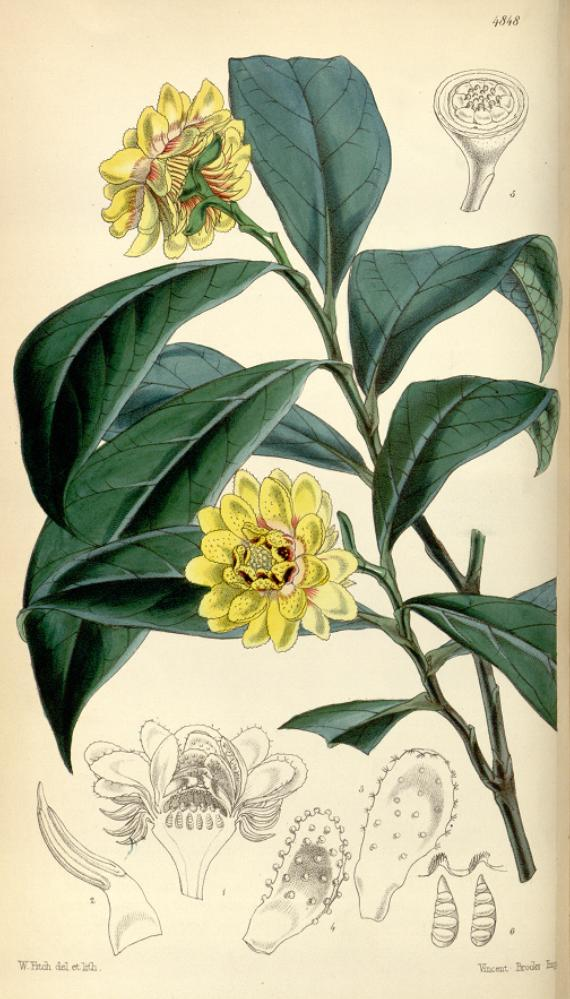